# Kanungu
Kanungu – miasto w Ugandzie, stolica dystryktu Kanungu.